# Train (Armée française)
Pour l’article homonyme, voir Train (armée).
Ne doit pas être confondu avec Chemin de fer militaire.

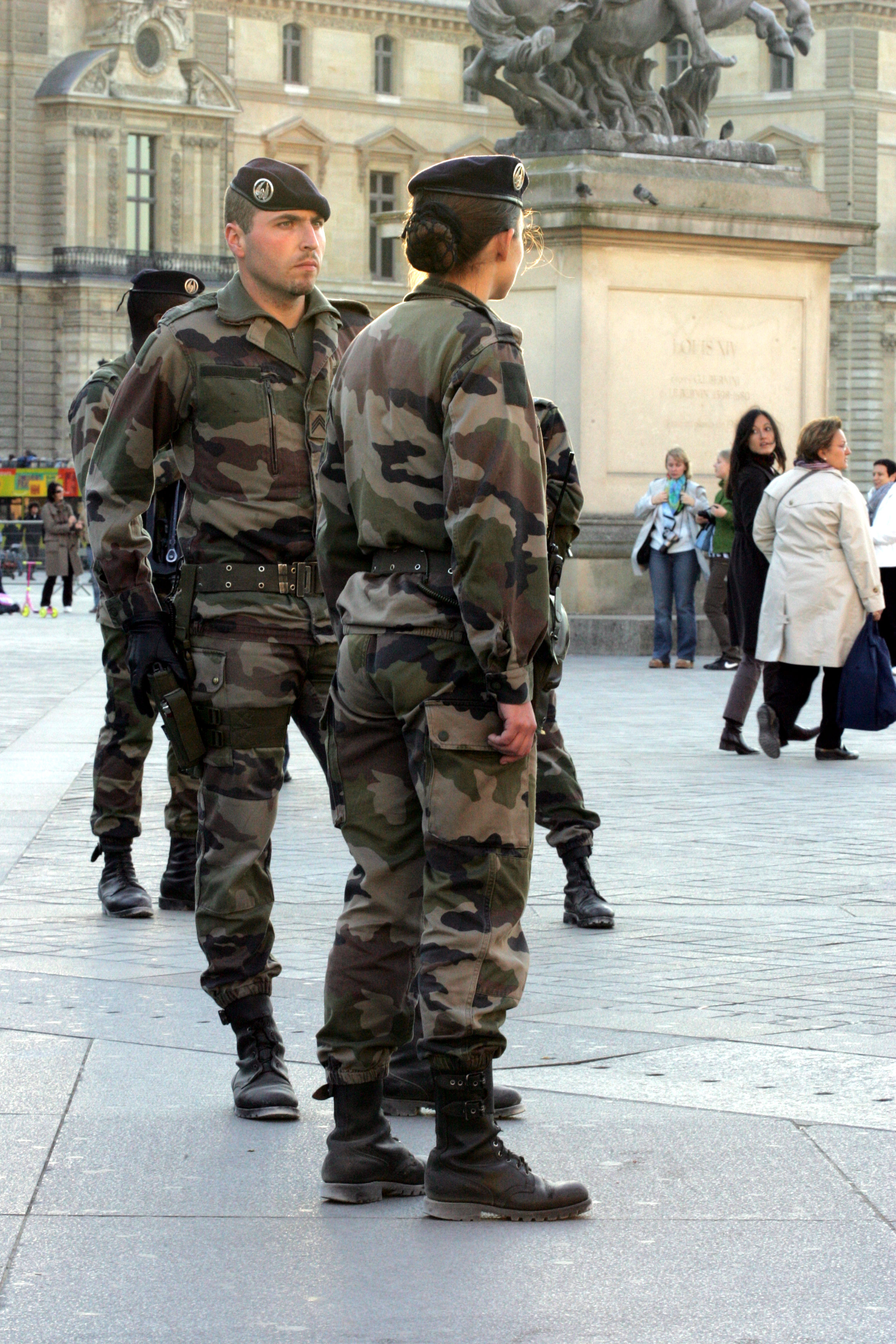
Soldats du train près du Louvre.

Le train est l’arme qui organise et coordonne la logistique militaire, le transport (matériel, munitions, ravitaillement) et l’appui au mouvement (notamment la circulation routière) de l'Armée de terre française.
Cette arme a été créée en 1807 par Napoléon Ier sous le nom de train des équipages militaires. Auparavant, ces fonctions étaient assurées par des moyens ou des sociétés privées sous contrat ou réquisitionnées.
En 2024, la plupart des unités du train appartiennent à la brigade logistique (BLOG) dont l'état-major est à Montlhéry. Comme les conflits modernes ne nécessitent que rarement le déploiement de régiments complets, ces derniers détachent généralement des escadrons au sein de formations temporaires créées pour remplir une mission particulière dans une période donnée : bataillons logistiques (BATLOG) ou bataillons de commandement et de soutien (BCS). Pour un déploiement moins important, les pelotons du train sont inclus dans des détachements logistiques (DETLOG).

## Historique
Le 26 mars 1807, au quartier général d'Osterode en Prusse-Orientale, l'empereur Napoléon signe le décret portant création du train des équipages militaires.
Cette création s’inscrit dans une période où l’empereur reconnaît la nécessité de substituer les ressources propres de l’Armée à celles des entreprises privées — réquisitionnées ou soumissionnaires — sur lesquelles les troupes s'appuyaient jusqu'alors, d’où l’apparition du train des équipages militaires en 1807, qui suit celles du train d’Artillerie (1800) et du train du Génie (1806).
Le train des équipages militaires, créé comme un service, devient une troupe d’administration en 1837. Puis il devient une arme en 1875 tout en restant sous la tutelle de l’artillerie. En 1928, le nom est raccourci et l’arme prend son nom actuel de train et reste sous tutelle, devenant une arme à part entière le 1er mars 1945.
Initialement, le train des équipages militaires est organisé en huit bataillons, composés chacun de quatre compagnies, et chargés de transporter la farine, le pain, la viande et le fourrage de la Grande Armée. Entre 1807 et le début de la campagne de Russie, le nombre de bataillons est porté à seize (plus un pour la Garde impériale) et le nombre de compagnies par bataillon est porté de quatre à six.
À la fin de la campagne de Russie, les premiers bataillons créés en 1807 ont tous été soit anéantis soit dissous. En 1814, sont créés quatre nouveaux bataillons à quatre compagnies lesquels, par une ordonnance du 14 octobre 1815, prennent l’appellation d’escadrons. À la Deuxième Restauration, le train est pratiquement dissout et ne sont conservées que deux compagnies, qui forment un escadron en 1816. Un deuxième escadron à deux compagnies est formé en janvier 1823 (support de la campagne d’Espagne). Ces deux escadrons sont dissous et remplacés par un unique « Corps du train des équipages militaires » en mai de la même année. Jusqu’en 1842, les missions du train seront assurées par des compagnies.
En 1842, sous Louis-Philippe, sont recréés des escadrons (au nombre de quatre, puis jusqu’à sept, dont un, en 1855, pour la Garde impériale) dont les compagnies serviront pendant les nombreuses campagnes et guerres de la période (Algérie, Crimée, Mexique, également : Italie, Syrie, Chine et Sénégal).
En 1869, les cinq escadrons subsistant sont dissous pour créer trois régiments.
En mars 1875, survient la création de vingt escadrons formant corps (un par région militaire métropolitaine et deux à Paris). Chaque escadron compte trois compagnies. Un décret d’octobre 1887 enlève aux commandants d’escadron toute autorité autre qu’administrative en temps de guerre. Ces escadrons fournissent des compagnies qui participent aux nombreux corps expéditionnaires déployés pendant la période (Tunisie 1881, Tonkin 1884, Madagascar 1895, Chine 1900, Maroc à partir de 1907) et bien entendu ils participent activement à la Première Guerre mondiale. En août 1914, ces unités mobilisent 110 000 hommes, 140 000 chevaux et 50 000 voitures. En 1919, les escadrons sont réorganisés et deviennent « hippo-auto ».
En 1928, le train est réorganisé. Les escadrons régionaux sont dissous (sauf le 19e à Paris) et remplacés par des compagnies autonomes qui deviendront par la suite des compagnies régionales. Puis à partir de 1934, dix escadrons mixtes, la plupart à deux compagnies (une hippomobile et l’autre automobile) remplacent les compagnies régionales.
Par décret du 3 octobre 1928, sont créés également deux escadrons automobiles de réserve générale (EARG), nombre qui sera porté à cinq le 25 décembre 1929, puis à six le 1er janvier 1936.
Toutes ces unités disparaissent à la mobilisation de 1939 et leurs effectifs sont versés à des groupes de transport de Personnel de mobilisation.
En 1940, est recréé le premier escadron du train au sein des FFL dont les compagnies sont séparées puis réunies de nouveau en 1943 avant de redevenir indépendantes en 1944. Les diverses unités du train sont disséminées au sein des forces combattantes du corps expéditionnaire français (CEF) en Italie, puis de la première armée sous des formes et appellations diverses : régulations routières, groupes de transport et compagnies muletières.
En janvier 1945, sont créés des escadrons régionaux, qui sont dissous en février 1948 pour être remplacés d’une part par des compagnies régionales, d’autre part par cinq groupes de transport de réserve générale, puis est reprise de 1951 à 1955 l’appellation d’escadron de réserve générale.
Les forces françaises engagées en Syrie à partir de 1919 sont initialement soutenues par des formations venues de métropole. En janvier 1921, deux escadrons (un hippomobile et un automobile) sont créés. Ils sont dissous fin 1928 pour donner naissance en janvier 1929 à un escadron à quatre compagnies (deux auto et deux hippo), rejoint en 1941 par un deuxième escadron formé à partir de renforts métropolitains. Ces unités sont engagées contre les troupes anglaises, puis en partie rapatriées et rassemblées en un escadron unique en Afrique du Nord, qui prend part aux combats contre les troupes allemandes avant de fournir des composantes du corps expéditionnaire français en Italie.
Par ailleurs, à partir de 1920, les compagnies détachées d’escadrons métropolitains pour servir en Afrique du Nord sont regroupées en escadrons qui restent engagés jusqu’à la Seconde Guerre mondiale. Ils fourniront alors des unités de renfort à destination de la métropole. Après le débarquement allié de novembre 1942, les escadrons assureront le support des troupes engagées contre les forces allemandes en Tunisie, puis en Italie. En décembre 1943, ils sont dissous et remplacés, en Afrique du Nord, par des centres d’organisation du train.
Les escadrons d’Afrique du Nord renaissent sous cette appellation en avril 1946 et participent aux opérations qui se terminent par l’indépendance de l’Algérie en 1962. Ils sont dissous le 31 décembre 1962.
Au 1er juillet 1968, l’unité élémentaire du train (qui avait toujours été la compagnie jusqu'alors), devient l'escadron (les escadrons mentionnés ci-dessus étaient des formations regroupant plusieurs compagnies — à partir de la réforme de 1968 les anciennes compagnies prennent la dénomination d'escadron).
Par la suite, seront créés, au cours des années 1970, différentes catégories de régiments : de transport, de circulation routière, de commandement et de soutien. Aujourd'hui, ces régiments ont disparu et ces différentes spécialités sont assurées par des escadrons spécialisés intégrés aux régiments du train.

## Organisation actuelle
Unités subordonnées à la brigade logistique :
- 121e régiment du train (121e RT) de Montlhéry ;
- 503e régiment du train (503e RT) de Nîmes ;
- 511e régiment du train (511e RT) d'Auxonne ;
- 515e régiment du train (515e RT) de Brie-La Braconne ;
- 516e régiment du train (516e RT) de Toul ;
- 519e régiment du train (519e RT) de Toulon ;
- Régiment médical (RMED) de La Valbonne ;
- 14e régiment d'infanterie et de logistique parachutiste (14e RILP) de Toulouse ;
- 15e groupement d'instruction de la logistique (15e GIL) de Montlhéry.

Unités subordonnées à d'autres commandements :
- 1er régiment du train parachutiste de Cugnaux, 11e brigade parachutiste de la 3e division ;
- bataillon de commandement et de soutien de la brigade franco-allemande de Müllheim (Allemagne) ;
- bataillon de quartier général du corps européen de Strasbourg.
- escadron de circulation et d'escorte de réserve du 41e régiment de transmissions de Douai. Anciennement rattaché au 601e régiment de circulation routière d'Arras  transféré intégralement au 6e régiment de commandement et de soutien puis au 41e régiment de transmissions.

L’unité élémentaire du train était la compagnie jusqu’au 1er juillet 1968, date à laquelle cette dénomination a été remplacée par celle d’escadron.
Un régiment du train est généralement composé d'escadrons de transport, de ravitaillement, de circulation routière et éventuellement de porte-engins blindés.
Exemple 1 : le 515e régiment du train à la Braconne (Angoulême) est composé de :
- 1 escadron de commandement et de logistique (ECL) ;
- 1 escadron de transport (ET) ;
- 1 escadron de ravitaillement (ER) ;
- 2 escadrons de circulation et d'escorte (ECE1 ECE2) ;
- 1 escadron de transport de réserve (ETR).

Exemple 2 : le 503e régiment du train, basé à Nîmes-Garons est composé de :
- 1 escadron de commandement et de logistique (ECL) ;
- 1 escadron de transport (ET) ;
- 1 escadron de ravitaillement (ER) ;
- 1 escadron de circulation routière (ECR) ;
- 1 escadron de porte engins blindés (ETB) ;
- 1 escadron de transport de réserve (ETR).

Exemple 3 : le 1er régiment du train parachutiste (RTP) de Cugnaux qui appartient à la 11e brigade parachutiste est composé de :
- 1 escadron de commandement et de logistique (ECL) ;
- 3 escadrons de livraison par air (ELA) ;
- 1 escadron de défense et d'intervention (EDI).

À l’exception des conflits importants (comme la Première Guerre du Golfe, en 1990-1991), il est rare qu’un régiment complet du train soit déployé en unité constituée (c'est-à-dire avec la totalité de ses escadrons).
En effet, les escadrons sont le plus souvent détachés dans des unités temporaires : « bataillons de commandement et de soutien » (BCS) ou « bataillons logistiques » (BATLOG), commandés par un chef de corps issu du train ou du matériel. Pour un déploiement moins important, les pelotons du train sont inclus dans des détachements logistiques (DETLOG) de la taille d'une unité élémentaire (c'est-à-dire une unité de la taille d'un escadron ou d'une compagnie mais composée de pelotons et de sections provenant d'unités différentes).

## L'étendard du train
Le train reste l'arme pour laquelle un étendard unique existe pour tous les corps. La raison de l’utilisation d’un étendard plutôt que celle d’un drapeau était due à sa taille. En effet, la taille plus petite de l’étendard était plus adaptée aux activités de certaines unités, comme la cavalerie.

### Historique
C'est en 1811 seulement, le 25 décembre, que le premier étendard est accordé au train des équipages militaires, mais il devra rester chez le premier Inspecteur d'artillerie. Confectionné selon les directives de Napoléon quelques mois plus tard, il semble avoir été présenté aux bataillons à Mayence au cours du deuxième trimestre 1812. Aucune trace n'en a été conservé, de même qu'on ne sait pas ce qu'il est devenu.
Oublié lors de la remise des drapeaux du 7 septembre 1814, le train des équipages militaires reçoit son deuxième étendard le premier juin 1815, lors de l'assemblée du Champ de Mai, ainsi que les autres armes. L'étendard est confié au 1er escadron du train des équipages cantonné à Vincennes et issu de la Garde impériale. Au lendemain de Waterloo, l'Armée est licenciée par Louis XVIII et les drapeaux ou étendards détruits, les aigles au pilon. L'étendard pourrait avoir subi le même sort le 22 octobre 1815 bien qu'il ne figure pas sur le procès-verbal de destruction.
Il faudra attendre le 20 avril 1848, sur la place de l'Étoile à Paris pour que le train des équipages militaires reçoive son troisième emblème, après avoir combattu en Afrique et s'être plus particulièrement distingué en Algérie. Il demeurera à la garde du 4e escadron du train des équipages militaires (Vernon) jusqu'à sa destruction le 10 mai 1852 après la remise sur décision de Louis-Napoléon des nouveaux emblèmes.
Le 10 mai 1852, au Champ de Mars, Louis-Napoléon remet la nouvelle aigle certainement confiée encore au 4e escadron qui avait migré à Paris.
À la proclamation de l'Empire, l'étendard sera refait pour porter l'inscription « L'Empereur Napoléon III au Corps des Équipages Militaires ». L'étendard sera déposé en 1860 à la direction de l'artillerie lors de la remise du commandement des établissements constructeurs du train des équipages au service de l'intendance. On ne garde aucune trace de cet étendard.
Les drapeaux seront rétablis en 1879 par la IIIe République, mais le train sera sauvé de l'oubli par l'initiative du chef d'escadron Joseph Parizot, commandant le 19e escadron de Paris, qui écrivit au gouverneur de Paris pour lui exprimer l'émotion des combattants du train privés de leur étendard. Le 14 juillet 1880 le sixième étendard est remis au 19e (Vincennes). Il sera ultérieurement gardé en alternance avec le 20e escadron (Versailles) du train des équipages militaires. L'étendard sera reversé au service historique lors du changement d'appellation du train des équipages militaires en train, changement édicté par l'article premier de la loi du 28 mars 1928. Il est actuellement conservé par le musée de l'Armée.
Le septième étendard sera remis au 19e escadron du train en 1930. Après avoir été préservé pendant la Seconde Guerre mondiale, il restera avec le train en Allemagne jusqu'en 1946 avant d'être confié à la garde du 1er escadron du train à Paris. Il sera déposé en septembre 1957 au musée de l'Arme à Tours.
Le huitième étendard sera remis le 28 mai 1957 au 1er régiment du train. Il sera remplacé en 1972 et déposé au musée de l'Arme à Tours.
Le neuvième étendard sera aussi confié au 1er régiment du train à Paris. En 1979, les régiments du train reçoivent chacun un étendard mais l'étendard du train est toujours conservé par le 1er régiment du train à Paris jusqu'à la dissolution de ce régiment en 2002.
Le dixième étendard est confié à la garde de l'école du train et de la logistique opérationnelle (ETLO) à Bourges.

### Inscriptions
- 1811 : première aigle
  - Aucune archive ne permet de décrire précisément cet étendard.
- 1815 : seconde aigle
  - Avers : l'Empereur Napoléon aux escadrons du train des équipages militaires
  - Revers : Valeur et Discipline
- 1848 :
  - Avers : Unité Liberté Égalité Fraternité – République française – corps des équipages militaires
  - Revers : Valeur et Discipline
- Mai 1852 :
  - Avers : Louis-Napoléon III au corps des équipages militaires
  - Revers : Honneur et Patrie – R.F. – Pologne 1807 – Espagne 1808 – Russie 1812 – Algérie 1830 – Rome 1849
- Septembre 1852 :
  - Avers : l'Empereur Napoléon III au corps des équipages militaires
  - Revers : Honneur et Patrie – R.F. – Pologne 1807 – Espagne 1808 – Russie 1812 – Algérie 1830 – Rome 1849
- 1880 :
  - Avers : République française – train des équipages militaires
  - Revers : Honneur et Patrie – Espagne – Russie – Algérie – Crimée – Extrême-Orient
- 1924 :
  - Avers : République française – escadrons du train
  - Revers : Honneur et Patrie – Espagne – Russie – Algérie – Crimée – Extrême-Orient – Madagascar – Maroc 1908-1914 – Grande Guerre 1914-1918
- 1930 :
  - Avers : République française – train
  - Revers : Honneur et Patrie – Espagne 1808 – Russie 1812 – Algérie 1830-1871 – Crimée 1854-1855 – Extrême-Orient 1884-1885 – Madagascar 1895 – Maroc 1908-1914 – Grande Guerre 1914-1918
- 1949 :
  - Avers : République française – Train
  - Revers : Honneur et Patrie – Espagne 1808 – Russie 1812 – Algérie 1830-1871 – Crimée 1854-1855 – Extrême-Orient 1884-1885 – Madagascar 1895 – Maroc 1908-1914 – Grande Guerre 1914-1918 – Guerre 1939-1945
- 1957 :
  - Avers : République française – escadrons du train
  - Revers : Honneur et Patrie – Espagne 1808 – Russie 1812 – Algérie 1830-1871 – Crimée 1854-1855 – Extrême-Orient 1884-1885 – Madagascar 1895 – Maroc 1908-1914 – Grande Guerre 1914-1918 – Guerre 1939-1945 – Indochine 1945-1954
- 1957 :
  - Avers : République française – train
  - Revers : Honneur et Patrie – Espagne 1808 – Russie 1812 – Algérie 1830-1871 – Crimée 1854-1855 – Extrême-Orient 1884-1885 – Madagascar 1895 – Maroc 1908-1914 – Grande Guerre 1914-1918 – Guerre 1939-1945 – Indochine 1945-1954
- 1993 :
  - Avers : République française – train
  - Revers : Honneur et Patrie – Espagne 1808 – Russie 1812 – Algérie 1830-1871 – Crimée 1854-1855 – Extrême-Orient 1884-1885 – Madagascar 1895 – Maroc 1908-1914 – Grande Guerre 1914-1918 – Guerre 1939-1945 – Indochine 1945-1954
- 19 novembre 2004 :
  - Avers : République française – train
  - Revers : Honneur et Patrie – Espagne 1808 – Russie 1812 – Algérie 1830-1871 – Crimée 1854-1855 – Extrême-Orient 1884-1885 – Madagascar 1895 – Maroc 1908-1914 – Grande Guerre 1914-1918 – Guerre 1939-1945 – Indochine 1945-1954 – A.F.N. 1952-1962

### Décorations
- 3 juillet 1930 : croix de chevalier de la Légion d'honneur ;
- 8 juin 1957 : croix de guerre des Théâtres d'opérations extérieurs avec palme.

### Couleurs et formes
- 1811 : aigle en cuivre doré. Cravate : bleu, blanc, rouge en bandes verticales. Tablier et hampe : couleur et forme non connues ;
- 1815 : aigle en cuivre doré. Hampe bleue, tablier bleu blanc rouge. Broderie et frange d'or. Cravate tricolore ;
- 1848 : l'aigle est remplacée par un fer de lance en cuivre doré ;
- 1880 : fer de lance en bronze doré.

## Liste des unités passées et présentes de l'arme du train

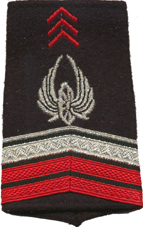
Fourreau d’épaule, brigadier chef, du train.

- Bataillon de commandement et de soutien de la brigade franco-allemande
- Bataillon de quartier général du corps européen
- 1er régiment du train
- 1er régiment du train parachutiste
- 4e régiment de commandement et de soutien
- 5e régiment de commandement et de soutien
- 6e régiment de commandement et de soutien
- 7e régiment parachutiste de commandement et de soutien
- 8e régiment de commandement et de soutien
- 14e régiment de commandement et de soutien (ex-14e escadron du train)
- 14e régiment parachutiste de commandement et de soutien
- 15e régiment du train
- 20e régiment du train
- 40e escadron de quartier général
- 47e compagnie de quartier général
- 61e bataillon de commandement et de transmissions
- 61e compagnie de circulation
- 61e escadron de quartier général
- 120e régiment du train
- 121e régiment du train
- 135e régiment du train
- 503e régiment du train
- 505e régiment du train
- 508e régiment du train
- 511e régiment du train
- 512e régiment du train
- 515e régiment du train
- 516e régiment du train
- 517e régiment du train
- 519e régiment du train
- 521e régiment du train
- 522e régiment du train
- 523e groupe de transport
- 524e Groupe de Transport Lourd
- 525e régiment du train
- 526e régiment du train
- 535e groupe de transport
- 584e bataillon du train
- 585e bataillon du train
- 586e bataillon du train
- 587e bataillon du train
- 601e régiment de circulation routière
- 602e régiment de circulation routière
- 604e régiment de circulation routière
- 615e régiment de circulation routière
- 619e régiment de circulation routière
- 622e régiment de circulation routière
- 625e régiment de circulation routière
- 643e bataillon de soutien de quartier général
- 680e régiment de circulation routière